# إدوارد مايلز
إدوارد مايلز (بالإنجليزية: Edward Miles)‏ هو سياسي أسترالي، ولد في 1849 في هوبارت في أستراليا، وتوفي في 1944. انتخب عضو مجلس نواب تسمانيا.